# Nesticella quelpartensis
Nesticella quelpartensis là một loài nhện trong họ Nesticidae.
Loài này thuộc chi Nesticella. Nesticella quelpartensis được miêu tả năm 1969 bởi Kap Yong Paik & Namkung.